# Pescarolo ed Uniti
Pescarolo ed Uniti (lombardul: Pescaroeu, cremonai nyelvjárásban: Pescaról) település Olaszországban, Lombardia régióban, Cremona megyében. Lakosainak száma 1516 fő (2023. január 1.). Pescarolo ed Uniti Cappella de’ Picenardi, Gabbioneta-Binanuova, Pessina Cremonese, Vescovato, Cicognolo és Grontardo községekkel határos.

## Népesség
A település lakossága az elmúlt években az alábbi módon változott:
| Lakosok száma | 1581 | 1544 | 1521 | 1516 |
|               | 2013 | 2017 | 2018 | 2023 |